# 289
Năm 289 là một năm trong lịch Julius. 